# Glasgow Cup
La Glasgow Cup (Coppa di Glasgow) è un torneo calcistico a cui partecipano le squadre della città di Glasgow in Scozia. Il torneo si è disputato con cadenza annuale dal 1887 fino al 1988. Con la creazione dei tornei internazionali la Glasgow Cup ha perso molto del suo valore e diverse edizioni non hanno avuto luogo, o non sono state completate, negli ultimi anni.
Dal 2008 la competizione è rinata: si svolge tra le squadre giovanili under 17 del Celtic, dei Rangers, del Clyde, del Partick Thistle e del Queen's Park.

## Albo d'oro finali
| Anno        | Vincitore                       | Risultato                       | Vice Campione                   |
| ----------- | ------------------------------- | ------------------------------- | ------------------------------- |
| 1888        | Cambuslang                      | 3 – 1                           | Rangers                         |
| 1889        | Queen's Park                    | 8 – 0                           | Partick Thistle                 |
| 1890        | Queen's Park                    | 3 – 2                           | Celtic                          |
| 1891        | Celtic                          | 4 – 0                           | Third Lanark                    |
| 1892        | Celtic                          | 7 – 1                           | Clyde                           |
| 1893        | Rangers                         | 3 – 1                           | Celtic                          |
| 1894        | Rangers                         | 1 – 0                           | Cowlairs                        |
| 1895        | Celtic                          | 2 – 0                           | Rangers                         |
| 1896        | Celtic                          | 6 – 3                           | Queen's Park                    |
| 1897        | Rangers                         | 2 – 1                           | Celtic                          |
| 1898        | Rangers                         | 4 – 0                           | Queen's Park                    |
| 1899        | Queen's Park                    | 1 – 0                           | Rangers                         |
| 1900        | Rangers                         | 1 – 0                           | Celtic                          |
| 1901        | Rangers                         | 3 – 1                           | Partick Thistle                 |
| 1902        | Rangers                         | per abbandono                   | Celtic                          |
| 1903        | Third Lanark                    | 3 – 0                           | Celtic                          |
| 1904        | Third Lanark                    | 1 – 0                           | Celtic                          |
| 1905        | Celtic                          | 2 – 1                           | Rangers                         |
| 1906        | Celtic                          | 3 – 0                           | Third Lanark                    |
| 1907        | Celtic                          | 3 – 2                           | Third Lanark                    |
| 1908        | Celtic                          | 2 – 1                           | Rangers                         |
| 1909        | Third Lanark                    | 4 – 0                           | Celtic                          |
| 1910        | Celtic                          | 1 – 0                           | Rangers                         |
| 1911        | Rangers                         | 3 – 1                           | Celtic                          |
| 1912        | Rangers                         | 1 – 0                           | Partick Thistle                 |
| 1913        | Rangers                         | 3 – 1                           | Celtic                          |
| 1914        | Rangers                         | 3 – 0                           | Third Lanark                    |
| 1915        | Clyde                           | 1 – 0                           | Partick Thistle                 |
| 1916        | Celtic                          | 2 – 1                           | Rangers                         |
| 1917        | Celtic                          | 3 – 1                           | Clyde                           |
| 1918        | Rangers                         | 4 – 1                           | Partick Thistle                 |
| 1919        | Rangers                         | 2 – 0                           | Celtic                          |
| 1920        | Celtic                          | 1 – 0                           | Partick Thistle                 |
| 1921        | Celtic                          | 1 – 0                           | Clyde                           |
| 1922        | Rangers                         | 1 – 0                           | Celtic                          |
| 1923        | Rangers                         | 1 – 0                           | Clyde                           |
| 1924        | Rangers                         | 3 – 1                           | Third Lanark                    |
| 1925        | Rangers                         | 4 – 1                           | Celtic                          |
| 1926        | Clyde                           | 2 – 1                           | Celtic                          |
| 1927        | Celtic                          | 1 – 0                           | Rangers                         |
| 1928        | Celtic                          | 2 – 1                           | Rangers                         |
| 1929        | Celtic                          | 2 – 0                           | Queen's Park                    |
| 1930        | Rangers                         | 4 – 0                           | Celtic                          |
| 1931        | Celtic                          | 2 – 1                           | Rangers                         |
| 1932        | Rangers                         | 3 – 0                           | Queen's Park                    |
| 1933        | Rangers                         | 1 – 0                           | Partick Thistle                 |
| 1934        | Rangers                         | 2 – 0                           | Clyde                           |
| 1935        | Partick Thistle                 | 1 – 0                           | Rangers                         |
| 1936        | Rangers                         | 2 – 0                           | Celtic                          |
| 1937        | Rangers                         | 6 – 1                           | Partick Thistle                 |
| 1938        | Rangers                         | 2 – 1                           | Third Lanark                    |
| 1939        | Celtic                          | 3 – 0                           | Clyde                           |
| 1940        | Rangers                         | 3 – 1                           | Queen's Park                    |
| 1941        | Celtic                          | 1 – 0                           | Rangers                         |
| 1942        | Rangers                         | 6 – 0                           | Clyde                           |
| 1943        | Rangers                         | 5 – 2                           | Third Lanark                    |
| 1944        | Rangers                         | 2 – 0                           | Clyde                           |
| 1945        | Rangers                         | 3 – 2                           | Celtic                          |
| 1946        | Queen's Park                    | 2 – 0                           | Clyde                           |
| 1947        | Clyde                           | 2 – 1                           | Third Lanark                    |
| 1948        | Rangers                         | 4 – 1                           | Third Lanark                    |
| 1949        | Celtic                          | 3 – 1                           | Third Lanark                    |
| 1950        | Rangers                         | 2 – 1                           | Clyde                           |
| 1951        | Partick Thistle                 | 3 – 2                           | Celtic                          |
| 1952        | Clyde                           | 2 – 1                           | Celtic                          |
| 1953        | Partick Thistle                 | 3 – 1                           | Rangers                         |
| 1954        | Rangers                         | 3 – 0                           | Third Lanark                    |
| 1955        | Partick Thistle                 | 2 – 0                           | Rangers                         |
| 1956        | Celtic                          | 5 – 3                           | Rangers                         |
| 1957        | Rangers                         | 2 – 0                           | Clyde                           |
| 1958        | Rangers                         | 4 – 2                           | Third Lanark                    |
| 1959        | Clyde                           | 1 – 0                           | Rangers                         |
| 1960        | Rangers                         | 2 – 1                           | Partick Thistle                 |
| 1961        | Partick Thistle                 | 2 – 0                           | Celtic                          |
| 1962        | Celtic                          | 3 – 2                           | Third Lanark                    |
| 1963        | Third Lanark                    | 2 – 1                           | Celtic                          |
| 1964        | Celtic                          | 2 – 0                           | Clyde                           |
| 1965        | Celtic                          | 5 – 0                           | Queen's Park                    |
| 1966        | Incompleta                      | Incompleta                      | Incompleta                      |
| 1967        | Celtic                          | 4 – 0                           | Partick Thistle                 |
| 1968        | Celtic                          | 8 – 0                           | Clyde                           |
| 1969        | Rangers                         | 3 – 2                           | Partick Thistle                 |
| 1970        | Celtic                          | 3 – 1                           | Rangers                         |
| 1971        | Rangers                         | 2 – 0                           | Clyde                           |
| 1972 - 1974 | Non si è svolta                 | Non si è svolta                 | Non si è svolta                 |
| 1975        | Rangers 2 – 2 Celtic (ex aequo) | Rangers 2 – 2 Celtic (ex aequo) | Rangers 2 – 2 Celtic (ex aequo) |
| 1976        | Rangers                         | 3 – 1                           | Celtic                          |
| 1977        | Non si è svolta                 | Non si è svolta                 | Non si è svolta                 |
| 1978        | Incompleta                      | Incompleta                      | Incompleta                      |
| 1979        | Rangers                         | 3 – 1                           | Celtic                          |
| 1980        | Incompleta                      | Incompleta                      | Incompleta                      |
| 1981        | Partick Thistle                 | 1 – 0                           | Celtic                          |
| 1982        | Celtic                          | 2 – 1                           | Rangers                         |
| 1983        | Rangers                         | 1 – 0                           | Celtic                          |
| 1984        | Non si è svolta                 | Non si è svolta                 | Non si è svolta                 |
| 1985        | Rangers                         | 5 – 0                           | Queen's Park                    |
| 1986        | Rangers                         | 3 – 2                           | Celtic                          |
| 1987        | Rangers                         | 1 – 0                           | Celtic                          |
| 1988        | Incompleta                      | Incompleta                      | Incompleta                      |

## Albo d'oro Torneo U17
| Anno | Vincitore | Risultato       | Vice Campione |
| ---- | --------- | --------------- | ------------- |
| 2008 | Celtic    | 3 – 1           | Rangers       |
| 2009 | Rangers   | 2 – 1           | Celtic        |
| 2010 | Rangers   | 2 – 1           | Celtic        |
| 2011 | Celtic    | 1 – 0           | Rangers       |
| 2012 | Rangers   | 1 – 1 (4-2 dcr) | Celtic        |
| 2013 | Rangers   | 3 – 2           | Celtic        |
| 2014 | Celtic    | 1 – 0           | Rangers       |
| 2015 | Celtic    | 2 – 0           | Rangers       |
| 2016 | Celtic    | 4 – 0           | Rangers       |
| 2017 | Celtic    | 2 – 1           | Rangers       |
| 2018 | Rangers   | 3 – 0           | Celtic        |
| 2019 | Celtic    | 3 – 2           | Rangers       |

## Titoli per squadra
| Squadra         | Vittorie | Secondi posti | Finali Giocate |
| --------------- | -------- | ------------- | -------------- |
| Rangers         | 49       | 24            | 73             |
| Celtic          | 36       | 32            | 68             |
| Partick Thistle | 7        | 15            | 21             |
| Clyde           | 5        | 14            | 19             |
| Third Lanark    | 4        | 13            | 17             |
| Queen's Park    | 4        | 7             | 11             |
| Cambuslang      | 1        | 0             | 1              |
| Cowlairs        | 0        | 1             | 1              |